# Trychnomera
Trychnomera é um gênero de mariposa pertencente à família Acrolepiidae.